# Suragina bivittata
Suragina bivittata är en tvåvingeart som först beskrevs av Mario Bezzi 1926.  Suragina bivittata ingår i släktet Suragina och familjen bäckflugor. Inga underarter finns listade i Catalogue of Life.